# Schefflera simplex
Schefflera simplex là một loài thực vật có hoa trong Họ Cuồng cuồng. Loài này được Steyerm. & Holst miêu tả khoa học đầu tiên năm 1988.